# Sự tàn bạo của cảnh sát ở Hoa Kỳ

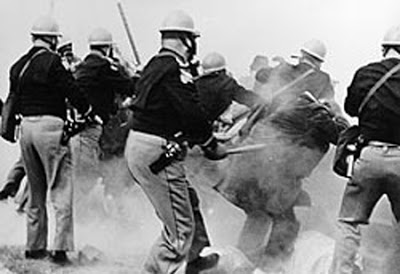
Tháng 3 ngày 7 năm 1965: Cảnh sát Alabama tấn công cuộc tuần hành Selma-to-Montgomery

Tệ nạn cảnh sát bạo hành tại Hoa Kỳ là sự lạm dụng quyền lực và những tra khảo không chính đáng của các nhân viên thực thi pháp luật trong khi thực hiện nhiệm vụ chính thức của họ, trong đó có cả các hành động như xả súng, giết người, đánh đập nạn nhân. Thuật ngữ này cũng áp dụng đối với sự lạm dụng trong sự điều chỉnh nhân sự trong chính quyền tiểu bang, thành phố và toàn liên bang, bao gồm các nhà tù quân sự.
Sự bạo hành thường được áp dụng cho trường hợp gây tổn hại thân thể, nhưng nó cũng có thể liên quan đến tác hại tâm lý thông qua việc sử dụng các biện pháp vượt ra ngoài phạm vi quyền lực của một cảnh sát. Trong quá khứ, những kẻ hành hung có thể đã hành động với sự chấp thuận ngầm của hệ thống pháp luật địa phương như trong thời đại Dân quyền của Mỹ. Trong kỷ nguyên hiện đại, những hung thủ trong các trường hợp tàn bạo của cảnh sát có thể làm như vậy với sự chấp thuận ngầm hoặc lừa dối bởi cấp trên, trong cả hai trường hợp họ có thể duy trì hoạt động của mình nhân danh thực thi công lý và thường xuyên che đậy, bưng bít các hoạt động bất hợp pháp của họ.
Những nỗ lực chống lại sự hành hung của cảnh sát tập trung vào các khía cạnh khác nhau của văn hóa cảnh sát và các tâm lý bất thường có thể nảy sinh, khi những cá nhân này được đặt trên một vị trí có quyền lực tuyệt đối hơn những người khác.

## Những vụ bạo hành
Những vụ bạo hành của cảnh sát Hoa Kỳ không được phổ biến đầy đủ các tài liệu cũng như các số liệu thống kê cũng ít có sẵn. Các số liệu thống kê đã được ghi nhận bao gồm một báo cáo năm 2006 của Bộ Tư pháp Hoa Kỳ, cho thấy rằng có 26.556 công dân khiếu nại về việc sử dụng sức mạnh không cần thiết của các cơ quan cảnh sát Mỹ (chiếm 5% các cơ quan và 59% nhân viên công lực) vào năm 2002.
Nhiều vụ có nạn nhân là người Việt định cư, làm việc, hoặc học hành tại Hoa Kỳ, như vụ năm 2009 khi cảnh sát Mỹ đã hành hung sinh viên Việt Nam là Hồ Quang Phương .
Nhiều nghiên cứu khác đã chỉ ra rằng đa số các vụ tàn bạo của cảnh sát đã không được báo cáo. Năm 1982, chính phủ Liên bang tài trợ cho một nghiên cứu có tên "Police Services Study", trong đó hơn 12.000 người dân được lựa chọn ngẫu nhiên để phỏng vấn trong ba khu vực đô thị. Nghiên cứu cho thấy 13,6% những người được khảo sát tuyên bố đã từng có những lý do để khiếu nại về dịch vụ cảnh sát (bao gồm lạm dụng bằng lời nói khiếm nhã, bất lịch sự, và lạm dụng thể xác) trong năm trước đó (1981). Tuy nhiên, chỉ có khoảng 30% nạn nhân có nộp đơn khiếu nại chính thức.
Theo báo cáo của Human Rights Watch năm 1998 ghi nhận trong tất cả 14 nơi mà họ tìm hiểu, thì trình tự thủ tục hành chính để tố cáo một vụ án nào đó, là "khó khăn không cần thiết và thường gây ra sự đe dọa".
Mặc dù thông tin những vụ hành hung của cảnh sát Hoa Kỳ không được phổ biến công khai trên diện rộng, nhưng một số số liệu thống kê thì có. Ví dụ, theo báo cáo của Bộ Tư pháp Hoa Kỳ về việc sử dụng sức mạnh bạo lực trong cảnh sát Hoa Kỳ năm 2001 đã chỉ ra rằng trong năm 1999 có khoảng 422.000 người 16 tuổi trở lên đã có va chạm với cảnh sát mà có bị hành hung hoặc bị đe dọa sử dụng bạo lực.
Các nghiên cứu cho thấy sự hiện diện của người Mỹ gốc Phi, người Mỹ gốc Tây Ban Nha và sự bất công về thu nhập giữa dân da trắng (đa số) và dân da màu (thiểu số) có liên quan đến các vụ khiếu nại dân quyền hình sự hàng năm.
Sự bạo hành của cảnh sát Mỹ có thể bắt nguồn từ sự kỳ thị chủng tộc. Những sự khác biệt về chủng tộc, tôn giáo, chính kiến, hoặc tình trạng thu nhập. Một số nhân viên cảnh sát xem người dân nói chung là cần phải trừng phạt. Một bộ phận dân chúng coi cảnh sát là những người chuyên đàn áp. Có quan niệm cho rằng đa số các nạn nhân của cảnh sát Hoa Kỳ là thuộc các nhóm không quyền lực, thiểu số, trẻ, và nghèo. Một nghiên cứu năm 1968 tại 3 thành phố lớn đã cho thấy sự bạo hành của cảnh sát "không phải hiếm", và nạn nhân thường thuộc nhóm giai cấp thấp trong xã hội, bất kỳ màu da.
Gần đây, các báo cáo của Tổ chức Ân xá Quốc tế và Human Rights Watch đã xác nhận rằng sự tàn bạo của nhân viên chính phủ trong nhà tù là phổ biến tại Hoa Kỳ. Một báo cáo năm 2006 của Human Rights Watch cho thấy năm hệ thống nhà tù cấp tiểu bang có cho phép sử dụng những con chó hung hăng, vô kiểm soát lên tù nhân như là một phần của thủ tục nhà tù.

## Thời kỳ Dân quyền
Phong trào Dân quyền Mỹ gốc Phi đã là mục tiêu của rất nhiều vụ bạo hành tàn bạo của cảnh sát trong sự nghiệp đấu tranh cho công lý và bình đẳng chủng tộc, đặc biệt là trong chiến dịch Birmingham 1963-64 và trong cuộc tuần hành Selma Montgomery năm 1965. Phương tiện truyền thông đưa tin những vụ tàn bạo đã gây ra sự phẫn nộ khắp cả nước, và công chúng cảm thông cho phong trào phát triển nhanh chóng. Martin Luther King Jr. đã nhiều lần chỉ trích sự tàn bạo của cảnh sát trong các bài phát biểu.
Tại Hoa Kỳ, sự kỳ thị chủng tộc và những cáo buộc về sự tàn bạo của cảnh sát tiếp tục được gắn kết chặt chẽ, và hiện tượng này đã gây ra một chuỗi các bạo loạn trong những năm qua. Đặc biệt đáng chú ý trong số các sự cố là cuộc nổi dậy gây ra bởi việc bắt giữ và đánh đập người thanh niên da đen Rodney King vào ngày 3 tháng 3 năm 1991 bởi các nhân viên của Sở Cảnh sát Los Angeles. Dư luận dễ phẫn nộ hơn đặc biệt bởi vì sự tàn bạo đã được ghi hình bởi người ngoài cuộc và rộng rãi loan truyền sau đó. Khi bốn nhân viên thực thi pháp luật bị buộc tội tấn công và các hành vi phạm pháp khác được tha bổng, năm 1992 các cuộc bạo loạn đã nổ ra ở Los Angeles.

## Biểu tình phản chiến
Trong chiến tranh Việt Nam, các cuộc biểu tình ôn hòa chống chiến tranh đôi khi được dập tắt thông qua việc sử dụng gậy và hơi cay. Tai tiếng nhất trong các cuộc tấn công là vụ diễn ra trong tháng 8 năm 1968 tại Hội nghị Dân chủ Quốc gia ở Chicago. Những hành động của cảnh sát sau đó đã được mô tả như là một hiện tượng "cảnh sát chống bạo động" trong Báo cáo Walker của Ủy ban Quốc gia về các nguyên nhân và Phòng chống Bạo lực Hoa Kỳ.